# کانتون سالیتره
کانتون سالیتره (به اسپانیایی: Salitre) یک منطقهٔ مسکونی در اکوادور است که در استان گوایاس واقع شده‌است.